# Talal van Jordanië
Talal bin Abdoellah (Mekka, 26 februari 1909 – Istanboel, 7 juli 1972) was koning van Jordanië van 20 juli 1951 tot 11 augustus 1952, toen hij werd gedwongen tot aftreden wegens gezondheidsredenen (hij leed aan schizofrenie). Hij volgde zijn vader Abdoellah op die op 20 juli 1951 in Jeruzalem werd vermoord. Talal was ten tijde van de moord wegens gezondheidsproblemen in Zwitserland, keerde op 5 september 1951 terug in Jordanië en werd de volgende dag tot koning uitgeroepen. Bij de moordaanslag werd Talals oudste zoon, Hoessein, ook bijna vermoord. Diezelfde zoon zou koning Talal ruim een jaar na zijn troonsbestijging opvolgen, zij het louter formeel, want Hoessein was toen nog geen 18.

## Levensloop
Talal werd in 1909 geboren in Mekka. In 1934 huwde hij Zeïn al Sharaf Talal. Het echtpaar kreeg vier kinderen, drie zonen - Hoessein, Muhammad en Hassan - en een dochter, Basma. In 1939 studeerde Talal af aan de Koninklijke Militaire Academie Sandhurst in het Verenigd Koninkrijk. Tijdens zijn korte regeringsperiode was hij verantwoordelijk voor de vorming van een liberale grondwet voor het Hasjemitische Koninkrijk van Jordanië, dat de overheid collectief, en de ministers individueel, verantwoordelijk maakte voor het Jordaanse Parlement. De grondwet werd van kracht op 1 januari 1952. Voorts zette hij zich in om de voorheen gespannen relaties van Jordanië met Egypte en Saoedi-Arabië te verbeteren.